# بريداتور 2
بريداتور 2 (بالإنجليزية: Predator 2)‏ ، هي فيلم أمريكي من نوع أكشن ، أنتجت عام 1990م ، من بطولة داني غلوفر وكيفن بيتر هال وروبين بليدز ، وهي الجزء الثاني من سلسلة أفلام بريداتور.